# Metastas

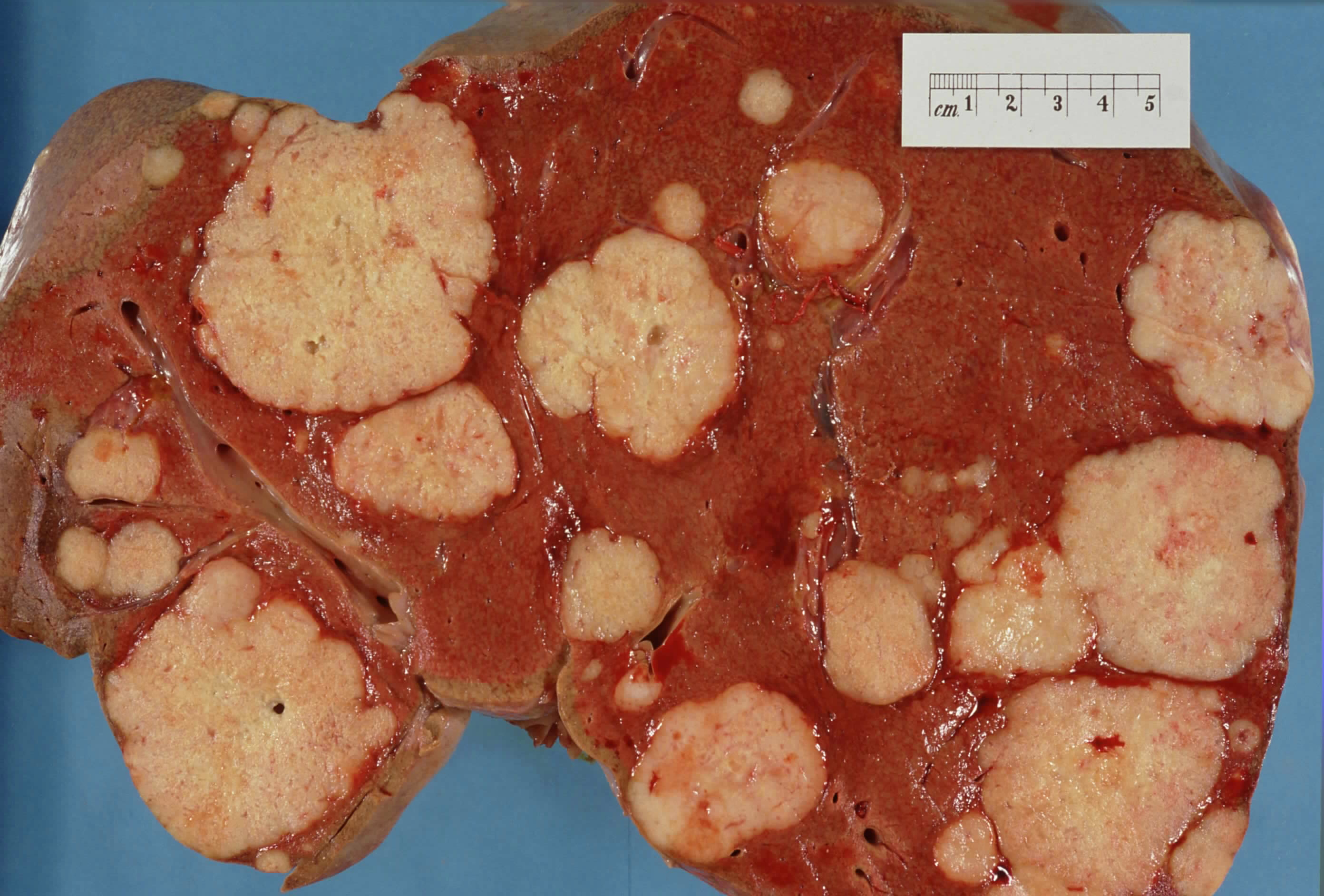
Pankreatiska metastaser i levern.

En metastas (av grekiskans μετά, meta, "nästa", "efter" och στάσις, stasis, "ställe") eller en dottersvulst/dottertumör är en tumör som spridit sig till andra organ än där den primära tumören, modersvulsten, finns. När en tumör övergår från att växa lokalt till att sprida tumörceller och ge upphov till dottersvulster kallas den för malign (elakartad). Metastaser uppstår vanligtvis genom att tumörceller fastnar i den minsta formen av blodkärl, kapillärer, och där börjar genomgå celldelning.

## Beskrivning
Metastaser sprids ofta genom det lymfatiska systemet och blodet. Olika tumörer tenderar att metastasera till olika vävnader av olika orsaker, till exempel metastaserar tjocktarmscancer oftare till levern än till andra organ. Orsakerna till detta är bland annat anatomiska, exempelvis sprider sig tumörcellerna via portådern som går från tarmsystemet till levern, och därmed blir andelen tumörceller där tillräckligt stor för att någon tumörcell ska fastna och ge upphov till en metastas. En annan möjlig orsak är att tumörcellen i någon utsträckning måste vara anpassad till miljön i ett organ för att kunna ge upphov till en metastas.
Även om en primärtumör kan avge miljontals tumörceller till blod och lymfa varje dag är det endast ett mycket litet antal av dessa tumörceller som ger upphov till nya tumörer. Med andra ord är det en osannolik och mycket komplex process som krävs för att en spridd tumörcell ska ge upphov till en metastas.
Bröstcancer sprider sig ofta till lokala lymfknutor och kan därifrån sprida sig till benvävnad och lungor. Prostatacancer sprider sig däremot ofta till benmärg.
Innan cancern utvecklat förmåga att sprida sig, kallas den cancer in situ, eller senare i utvecklingen lokaliserad cancer. En cancer in situ och en lokaliserad cancer kan man ta bort med kirurgi, strålning eller en kombination. En spridd cancer är däremot svår att operera bort. Detta görs dock i enstaka cancerformer där det kan göra skillnad i överlevnad att operera bort all befintlig tumör trots att sjukdomen har spridit sig. Detta är fallet vid äggstockscancer där tumören har ofta spridit sig till bukhinnan. Om operation ej är möjlig, kan man stråla om spridningen endast löpt ut till området runt tumören (regional spridning) eller ge cellgift om spridningen är längre bort från tumören (fjärrmetastas). Ofta kombineras metoderna. Prognosen för en metastaserande cancer är mycket sämre än för en cancer in situ och lokaliserad cancer.